# Madaja
Madaja (arab. مضايا) – miasto w Syrii, w muhafazie Damaszek. W 2004 roku liczyło 9371 mieszkańców.